# Will Daniels
Will Daniels, (nacido el 21 de abril de 1986 en Poughkeepsie, New York) es un jugador de baloncesto estadounidense. Con 2.03 de estatura, su puesto natural en la cancha es el de ala-pívot, que pertenece a la plantilla del KB Trepça de la Superliga de baloncesto de Kosovo.

## Trayectoria
Daniels jugó en dos etapas, 2010-12 y 2.013/14 en el JSF Nanterre. La temporada 2014-15, comenzó el año jugando en el Nizhni Nóvgorod, donde no tuvo una gran actuación, 2.0 puntos y 1.3 rebotes en la VTB y 5.5 puntos y 4.0 rebotes en la Euroliga. Después se fue a los Mets de Guaynabo de Puerto Rico, donde aportó 16.2 puntos y 6.4 rebotes por partido.
En 2015, firma con el CSP Limoges, que supone su vuelta a la PRO-A.
El 11 de agosto de 2016, Daniels firmó un contrato con los Cañeros del Este de la Liga Nacional de Baloncesto de República Dominicana. Solo participó en un partido, donde registró 9 puntos y 5 rebotes en la derrota de los Cañeros ante los Titanes 82 a 77. Fue su único partido con el equipo ya que no pudieron avanzar a la postemporada de la liga.